# 天穹のカムイ
『天穹のカムイ』（てんきゅうのカムイ）は、ハセガワケイスケによる日本のライトノベル。イラストは七草。

## ストーリー
「これが初恋だというのなら、たぶん、きっと、そうなんだろう。」
エノシマで一人暮らしをしている少年空渡タケル。彼はいつの頃からか、同じ夢を見続けるようになっていた。それは、名前も知らない少女の夢。機械でできた翼を広げ、タケルの前に舞い降りてくる少女。それは、どこか物悲しい、でも、ただの夢だとタケルは思っていた。
しかし、ある日タケルはその少女に出会う。その少女は、夢と同じ醜くて美しい機械の翼を広げていた。その虹色の瞳を持った”神さま”は、タケルにこう言った。
「あなたが、私の願いを叶えてくれる人？」

## 登場人物
空渡 タケル（そらわたり タケル）
エノシマで暮らしている中学生の少年。父親を知らず、母親も早くに逝去してしまったため現在は一人暮らしをしている。テツナリ、ナツミとは幼馴染。
いつの頃からか少女の夢を見るようになり、ある日ついにその少女と出会い、彼女にカンナという名をつける。
カンナ
カケルの夢に現れていた、虹色の瞳に白銀の髪を持ち、背中に屑鉄を集めて作ったような、醜くて美しい翼を広げた少女。カケルによってカンナと名付けられる。
人の想いや思い出といったものに強い愛着を持ち、しかしそういったものが自分にはないと時折悲しんでいる。

## 単行本
- 電撃文庫刊（アスキー・メディアワークス発行） 
  - 天穹のカムイ ISBN 978-4-04-868273-2 2010年1月10日発売

| スタブアイコン | サブスタブ | この項目は、まだ閲覧者の調べものの参照としては役立たない、文学に関連した書きかけの項目です。この項目を加筆・訂正などしてくださる協力者を求めています（P:文学、PJ:ライトノベル）。項目が小説家・作家の場合には{Writer-substub}を、文学作品以外の本・雑誌の場合には{Book-substub}を貼り付けてください。 |